# Сібіу (повіт)
Сібіу — жудець у Центральній Румунії, на Трансильванському плато та північних схилах Південних Карпат. Адміністративний центр — місто Сібіу.

## Господарство
Промисловість дає 3,5 % валової промислової продукції країни, її основні галузі: машинобудування (40 %), текстильна (8,6 %) та харчова (13,5 %). Підприємства кольорової металургії, шкіряно-взуттєвої, швейної, хімічної, деревообробної, скельної, порцелянової, будівельних матеріалів, поліграфічної промисловості.
Сільське господарство (1,3 % валової продукції країни) спеціалізується на вирощуванні пшениці, кукурудзи, ячменя, картоплі, цукрового буряка, льону. У передгір'ях — садівництво, долині р. Тирнава-Маре — виноградарство.

## Адміністративний поділ
Жудець поділено на 2 муніципії, 9 міст та 53 комуни.

### Муніципії
- Сібіу
- Медіаш.

### Міста
- Аґніта
- Авріґ
- Чиснедіє
- Копша-Міке
- Думбревені
- Меркуря-Сібіулуй
- Окна-Сібіулуй
- Селіште
- Телмачіу